# Arthur Bill
Arthur Bill (* 31. August 1916 in Wabern bei Bern; † 5. April 2011 in Bern) war ein Schweizer Pädagoge und Organisator internationaler humanitärer Hilfe.

## Leben
Arthur Bill machte eine Ausbildung als Primarlehrer am Berner Lehrerseminar Hofwil und unterrichtete von 1936 bis 1946 im Kanton Bern. Zu Beginn des Zweiten Weltkrieges liess er sich von der Schweizer Flugwaffe zum Militärpiloten ausbilden. Er kommandierte als Milizoffizier die Fliegerstaffel 8, das Fliegerregiment 2 und wurde Oberst im Generalstab der Flieger- und Flabtruppen.
1947 wurde er der erste Leiter des neu gegründeten internationalen Kinderdorfes Pestalozzi in Trogen, das er mit seiner Frau Berta bis 1972 führte. Während dieser Zeit war er gleichzeitig für verschiedene internationale Missionen tätig: 1961 als stellvertretender Chef der Schweizerdelegation bei der UNO-Überwachungskommission in Korea, nach dem Sechstagekrieg von 1967 als Generaldelegierter des IKRK für die Hilfsgüterversorgung im Nahen Osten. Er ist Gründungsmitglied der Internationalen Föderation der Kinder- und Jugendsiedlungen und war bis 1972 Mitglied der Schweizerischen UNESCO-Kommission. Er war Beauftragter der UNO für Humanitäre Hilfe.
1972 ernannte ihn der Bundesrat zu seinem Delegierten für Katastrophenhilfe im Ausland. Er baute das Schweizerische Katastrophenhilfekorps (heute Schweizerisches Korps für humanitäre Hilfe) auf und leitete die ersten Einsätze. Aufgrund seiner Idee wurde 1981 die Rettungskette Schweiz geschaffen. Bis 1981 war er Chef der Abteilung für humanitäre Hilfe der Direktion für Entwicklungszusammenarbeit und humanitäre Hilfe des Bundes (DEH, heute: DEZA).
Nach dem altersbedingten Rücktritt stellte er seine Erfahrung verschiedenen humanitären Stiftungen und Hilfswerken zur Verfügung. Er war Präsident des Kinderhilfswerkes Enfants du monde (EMDH) und bis Ende 1986 Mitglied des Gemeinderates (Exekutive) in seiner Wohngemeinde Gerzensee.
Von 1987 bis 1989 übernahm er auf Ersuchen des Bundesrates ad interim seine frühere Aufgabe als Delegierter für Katastrophenhilfe. Es folgten weitere Aufgaben als Sonderbeauftragter des EDA für den Einsatz des Schweizer «Blaumützen»-Kontingentes in Namibia sowie 1989 als Verantwortlicher für den Einsatz der Schweizer Wahlbeobachter in Namibia.
Seit 1990 war Arthur Bill im Ruhestand. Von 1991 bis 1996 führte er als Leiter des Internationalen Dienstes des Rotary Club Bern Hilfsaktionen für Schulen und Spitäler in Albanien durch. Arthur Bill war Vater von vier Töchtern, darunter die Schauspielerin und Sängerin Maria Bill.

## «Humanität heisst Helfen»
Die vielen verschiedenartigen Aktivitäten in Arthur Bills Leben haben gemeinsam, dass sie alle im Dienste der Mitmenschen waren, getreu seinem Leitmotiv: «Wenn du dich in deinem Leben der Sorge junger Menschen annimmst, kommst du mit deinen eigenen Sorgen besser zurecht.»
Als Militärpilot und Fliegerkommandant war er im aktiven Militäreinsatz zur Verteidigung der neutralen Schweiz gegen die Aggression des Nationalsozialismus. Nach dem Krieg nahm er sich als Hausvater und Lehrer des Pestalozzi Kinderdorfes den europäischen Kriegswaisen an. Bei internationalen Konflikten bot er als Vertreter der Schweiz die guten Dienste an. Für die rasche Hilfeleistung bei internationalen Katastrophen baute er das Katastrophenhilfekorps auf. Als oberster Leiter der Schweizer Entwicklungshilfe organisierte er die humanitäre Hilfe für die bedürftigen Länder. Als Rentner diente er seiner Wohngemeinde als Mitglied der Exekutive.

«Solidarität mit der Dritten Welt ist ein mitmenschliches Gebot des Völkerrechts. Besser als in früheren Zeiten sind wir heute informiert über das weltweite Geschehen, über Probleme und Bedürfnisse der Entwicklungsländer. Verglichen mit ihnen, den Lebenserwartungen und Lebensbedingungen ihrer Bewohner geht es den meisten Schweizerinnen und Schweizer sehr gut. Immer deutlicher erkennen wir aber, dass wir Menschen mit unserem Schicksal weltweit voneinander abhängig geworden sind. Diese Tatsache kann uns zu der Erkenntnis führen: Wenn es uns Schweizern weiterhin wohl ergehen soll, tun wir gut daran, mitzuhelfen, dass es ‚den anderen‘ etwas besser geht.»

## Auszeichnungen
- 1986: Max-Petitpierre-Preis für die Verdienste um die Schweiz in ihren Beziehungen zum Ausland
- 1995: 2. Menschenrechtspreis der Internationalen Gesellschaft für Menschenrechte (IGFM), Sektion Schweiz
- 1998: Sonderpreis der Schweizer Doron-Stiftung für 50 Jahre humanitäres Wirken
- 2007: Ehrenbürger der Gemeinde Gerzensee
- 2008: Ehrendoktortitel der Philosophisch-humanwissenschaftlichen Fakultät der Universität Bern
- Ehrendoktor der Rechte des Lake Erie College in Painesville, Ohio
- Ehrenpräsident von Enfants du monde (EMDH)

## Publikationen
- Helfer unterwegs. Geschichten eines Landschulmeisters, Kinderdorfleiters und Katastrophenhelfers. Stämpfli, Bern 2002, ISBN 3-7272-1323-X
- Fliegerlatein. Geschichten aus siebzig Jahren Schweizer Fliegerei. Stämpfli, Bern 2003, ISBN 3-7272-1274-8
- Von Menschen und Orten. Begebenheiten, Begegnungen, Betrachtungen. Stämpfli, Bern 2006, ISBN 3-7272-1279-9